# Парламентарни избори у Србији 1869.
На изборима за Велику уставотворну народну скупштину 1869. било јe изабрано 516 народних посланика. По партијској припадности они су, скоро без изузетка, припадали либералној странци, па јe и устав из 1869. године њено дело. Избори су извршени y реду.